# Armawir (prowincja)
Armawir (orm. Արմավիրի; [ɑɾmɑˈviɾ]ⓘ) – jedna z dziesięciu prowincji w Armenii. Leży w zachodniej części kraju.
Prowincja ma powierzchnię 1241 km² i liczy ok. 182 tys. mieszkańców. Jej stolicą jest Armawir.

## Geografia
Prowincja Armawir składa się z 3 gmin miejskich i 94 gmin wiejskich:

### Gminy Miejskie
- Armawir
- Wagharszapat
- Mecamor